# Кубок Украины по футболу 1997/1998
В седьмом розыгрыше Кубка Украины по футболу сезона 1997/98 года приняли участие 90 команд. Проходил с 14 июля 1997 года по 31 мая 1998 года.

## Участники
| Клубы высшей лиги: | Клубы первой лиги: | Клубы второй лиги: | Клубы второй лиги: |
| - «Ворскла» (Полтава) - «Динамо» (Киев) - «Днепр» (Днепропетровск) - «Звезда-НИБАС» (Кировоград) - «Карпаты» (Львов) - «Кривбасс» (Кривой Рог) - «Металлург» (Донецк) - «Металлург» (Запорожье) - «Металлург» (Мариуполь) - «Нива» (Тернополь) - «Прикарпатье» (Ивано-Франковск) - «Таврия» (Симферополь) - «Торпедо» (Запорожье) - ЦСКА (Киев) - «Черноморец» (Одесса) - «Шахтер» (Донецк) | - «Авангард-Индустрия» (Ровеньки) - «Буковина» (Черновцы) - «Верховина» (Ужгород) - «Виктор» (Запорожье) - «Волынь» (Луцк) - «Десна» (Чернигов) - «Динамо-2» (Киев) - «Заря» (Луганск) - «Кремень» (Кременчуг) - ФК «Львов» - «Металлург» (Никополь) - «Металлист» (Харьков) - СК «Николаев» - «Нефтяник» (Ахтырка) - «Нива» (Винница) - «Полиграфтехника» (Александрия) - «Полесье» (Житомир) - «Сталь» (Алчевск) - «Химик» (Северодонецк) - «ЦСКА-2» (Киев) - ФК «Черкассы» - «Шахтер» (Макеевка) - «Явор» (Краснополье) | - «Аверс» (Бахмач) - «Борисфен» (Борисполь) - «Бумажник» (Малин) - «Верес» (Ровно) - «Ворскла-2» (Полтава) - «Газовик» (Комарно) - «Галичина» (Дрогобыч) - «Гарай» (Жолква) - «Горняк-Спорт» (Комсомольск) - «Динамо» (Одесса) - «Динамо-3» (Киев) - «Днепр-2» (Днепропетровск) - «Звезда-НИБАС-2» (Кировоград) - ФК «Калуш» - «Карпаты» (Мукачево) - «Карпаты-2» (Львов) - «Кривбасс-2» (Кривой Рог) - «Кристалл» (Херсон) - «Кристалл» (Чортков) - «Локомотив» (Смела) - «Металлист-2» (Харьков) - «Металлург» (Комсомольское) - «Металлург» (Новомосковск) - «Металлург-2» (Донецк) - «Нефтяник» (Долина) | - «Нерафа» (Славутич) - «Нива» (Бершадь) - «Оболонь-ПВО» (Киев) - СК «Одесса» - «Олимпия-АЭС» (Южноукраинск) - «Оскол» (Купянск) - ФК «Петровцы» - «Подолье» (Хмельницкий) - «Покутье» (Коломыя) - «Портовик» (Ильичевск) - «Ригонда» (Белая Церковь) - «Система-Борекс» (Бородянка) - «СКА-Лотто» (Одесса) - «Славянец» (Конотоп) - ФК «Тысменица» - «Титан» (Армянск) - «Торпедо» (Мелитополь) - «Факел» (Варва) - «Фортуна» (Шаргород) - «Цементник-Хорда» (Николаев) - «Черноморец» (Севастополь) - «Шахтер» (Стаханов) - «Шахтер-2» (Донецк) - «Электрон» (Ромны) - «Югосталь» (Енакиево) |

Обладатель кубка среди любителей:
- «Домостроитель» (Чернигов)

## Предварительный этап
| Команда 1                    | Счёт         | Команда 2                     |
| ---------------------------- | ------------ | ----------------------------- |
| 14 июля 1997 года            |              |                               |
| «Бумажник» (Малин)           | 1:2 (д.в.)   | «Динамо-3» (Киев)             |
| «Цементник-Хорда» (Николаев) | 3:1          | «Нефтяник» (Долина)           |
| «Югосталь» (Енакиево)        | 3:1          | «Металлург» (Комсомольское)   |
| «Газовик» (Комарно)          | 3:1          | «Карпаты-2» (Львов)           |
| «Фортуна» (Шаргород)         | 1:0          | «СКА-Лотто» (Одесса)          |
| «Черноморец» (Севастополь)   | -:+          | «Динамо» (Одесса)             |
| «Домостроитель» (Чернигов)   | 1:1 (п. 7:6) | «Днепр-2» (Днепропетровск)    |
| «Аверс» (Бахмач)             | 1:0          | «Славянец» (Конотоп)          |
| «Кривбасс-2» (Кривой Рог)    | 1:2 (д.в.)   | «Звезда-НИБАС-2» (Кировоград) |
| «Борисфен» (Борисполь)       | 3:0          | «Ригонда» (Белая Церковь)     |

## 1/128 финала
| Команда 1                     | Счёт         | Команда 2                    |
| ----------------------------- | ------------ | ---------------------------- |
| 18 июля 1997 года             |              |                              |
| «Динамо-3» (Киев)             | 3:1          | «Оболонь-ПВО» (Киев)         |
| «Цементник-Хорда» (Николаев)  | 1:0 (д.в.)   | «Система-Борекс» (Бородянка) |
| «Югосталь» (Енакиево)         | 1:0          | «Шахтер» (Стаханов)          |
| «Нерафа» (Славутич)           | -:+          | «Карпаты» (Мукачево)         |
| «Газовик» (Комарно)           | 1:0          | «Галичина» (Дрогобыч)        |
| «Кристалл» (Херсон)           | 3:1          | «Олимпия-АЭС» (Южноукраинск) |
| «Фортуна» (Шаргород)          | 2:1          | «Локомотив» (Смела)          |
| «Покутье» (Коломыя)           | -:+          | ФК «Калуш»                   |
| «Гарай» (Жолква)              | 2:1          | «Нива» (Бершадь)             |
| «Динамо» (Одесса)             | +:-          | «Портовик» (Ильичевск)       |
| «Виктор» (Запорожье)          | 1:2 (д.в.)   | «Торпедо» (Мелитополь)       |
| «Домостроитель» (Чернигов)    | +:-          | «Ворскла-2» (Полтава)        |
| «Шахтер-2» (Донецк)           | 3:0          | «Металлист-2» (Харьков)      |
| «Аверс» (Бахмач)              | 1:0          | «Электрон» (Ромны)           |
| «Звезда-НИБАС-2» (Кировоград) | 3:2          | «Металлург-2» (Донецк)       |
| «Борисфен» (Борисполь)        | 0:0 (п. 3:4) | «Горняк-Спорт» (Комсомольск) |

## 1/64 финала
| Команда 1                     | Итог | Команда 2                       | 1-й матч | 2-й матч |
| ----------------------------- | ---- | ------------------------------- | -------- | -------- |
| «Динамо-3» (Киев)             | 7:1  | «Подолье» (Хмельницкий)         | 4:0      | 3:1      |
| «Десна» (Чернигов)            | 4:4  | «Цементник-Хорда» (Николаев)    | 3:0      | 1:4      |
| «Заря» (Луганск)              | 5:1  | «Югосталь» (Енакиево)           | 1:0      | 4:1      |
| «Карпаты» (Мукачево)          | 4:4  | «Верес» (Ровно)                 | 2:1      | 2:3      |
| «Газовик» (Комарно)           | 0:1  | «Кристалл» (Чортков)            | 0:0      | 0:1      |
| ФК «Черкассы»                 | 5:5  | «Кристалл» (Херсон)             | 2:4      | 3:1      |
| «Фортуна» (Шаргород)          | +:-  | «Факел» (Варва)                 |          |          |
| ФК «Тысменица»                | 1:2  | ФК «Калуш»                      | 0:2      | 1:0      |
| «Гарай» (Жолква)              | 3:5  | «Полесье» (Житомир)             | 1:2      | 2:3      |
| СК «Одесса»                   | 4:3  | «Динамо» (Одесса)               | 3:0      | 1:3      |
| «Торпедо» (Мелитополь)        | 3:4  | «Титан» (Армянск)               | 2:2      | 1:2      |
| «Шахтер-2» (Донецк)           | 2:4  | «Оскол» (Купянск)               | 1:2      | 1:2      |
| ФК «Петровцы»                 | 1:2  | «Аверс» (Бахмач)                | 0:2      | 1:0      |
| «Звезда-НИБАС-2» (Кировоград) | 1:5  | «Авангард-Индустрия» (Ровеньки) | 0:3      | 1:2      |
| «Горняк-Спорт» (Комсомольск)  | 1:2  | «Металлург» (Новомосковск)      | 0:1      | 1:1      |
| «ЦСКА-2» (Киев)               | 3:1  | «Домостроитель» (Чернигов)      | 1:0      | 2:1      |

## 1/32 финала
| Команда 1                  | Итог | Команда 2                       | 1-й матч | 2-й матч |
| -------------------------- | ---- | ------------------------------- | -------- | -------- |
| «Динамо-3» (Киев)          | 4:2  | «Химик» (Северодонецк)          | 2:1      | 2:1      |
| «Десна» (Чернигов)         | 3:1  | «Динамо-2» (Киев)               | 1:0      | 2:1      |
| «Металлист» (Харьков)      | 2:1  | «Заря» (Луганск)                | 2:1      | 0:0      |
| «Нефтяник» (Ахтырка)       | 6:1  | «Карпаты» (Мукачево)            | 4:0      | 2:1      |
| СК «Николаев»              | 4:0  | «Кристалл» (Чортков)            | 3:0      | 1:0      |
| «Кристалл» (Херсон)        | 3:3  | «Полиграфтехника» (Александрия) | 1:0      | 2:3      |
| «Кремень» (Кременчуг)      | 1:2  | «Фортуна» (Шаргород)            | 1:0      | 0:2      |
| «Шахтер» (Макеевка)        | 4:1  | ФК «Калуш»                      | 1:1      | 3:0      |
| «Верховина» (Ужгород)      | 2:6  | «Полесье» (Житомир)             | 2:2      | 0:4      |
| СК «Одесса»                | 0:3  | «Нива» (Винница)                | 0:2      | 0:1      |
| «Титан» (Армянск)          | 4:6  | «Буковина» (Черновцы)           | 3:1      | 1:5      |
| «ЦСКА-2» (Киев)            | 3:3  | ФК «Львов»                      | 0:0      | 3:3      |
| «Металлург» (Никополь)     | 4:2  | «Оскол» (Купянск)               | 4:2      | +:-      |
| «Аверс» (Бахмач)           | -:+  | «Сталь» (Алчевск)               |          |          |
| «Волынь» (Луцк)            | +:-  | «Авангард-Индустрия» (Ровеньки) |          |          |
| «Металлург» (Новомосковск) | 1:2  | «Явор» (Краснополье)            | 1:2      | -:+      |

## Турнирная сетка
| 1/16 финала 26 октября, 1 ноября 1997 1, 11, 20 ноября 1997 | 1/16 финала 26 октября, 1 ноября 1997 1, 11, 20 ноября 1997 | 1/16 финала 26 октября, 1 ноября 1997 1, 11, 20 ноября 1997 | 1/16 финала 26 октября, 1 ноября 1997 1, 11, 20 ноября 1997 |  |                          | 1/8 финала 9, 11 марта 1998 13 марта, 1 апреля 1998 | 1/8 финала 9, 11 марта 1998 13 марта, 1 апреля 1998 | 1/8 финала 9, 11 марта 1998 13 марта, 1 апреля 1998 | 1/8 финала 9, 11 марта 1998 13 марта, 1 апреля 1998 |  |  | Четвертьфиналы 10 апреля 1998 24 апреля 1998 | Четвертьфиналы 10 апреля 1998 24 апреля 1998 | Четвертьфиналы 10 апреля 1998 24 апреля 1998 | Четвертьфиналы 10 апреля 1998 24 апреля 1998 |  |  | Полуфиналы 6 мая 1998 14 мая 1998 | Полуфиналы 6 мая 1998 14 мая 1998 | Полуфиналы 6 мая 1998 14 мая 1998 | Полуфиналы 6 мая 1998 14 мая 1998 |  |  | Финал 31 мая 1998 | Финал 31 мая 1998 |
| ----------------------------------------------------------- | ----------------------------------------------------------- | ----------------------------------------------------------- | ----------------------------------------------------------- |  | ------------------------ | --------------------------------------------------- | --------------------------------------------------- | --------------------------------------------------- | --------------------------------------------------- |  |  | -------------------------------------------- | -------------------------------------------- | -------------------------------------------- | -------------------------------------------- |  |  | --------------------------------- | --------------------------------- | --------------------------------- | --------------------------------- |  |  | ----------------- | ----------------- |
|                                                             |                                                             |                                                             |                                                             |  |                          |                                                     |                                                     |                                                     |                                                     |  |  |                                              |                                              |                                              |                                              |  |  |                                   |                                   |                                   |                                   |  |  |                   |                   |
| «Сталь» (Алчевск)                                           | 0                                                           | 0                                                           | 0                                                           |  |                          |                                                     |                                                     |                                                     |                                                     |  |  |                                              |                                              |                                              |                                              |  |  |                                   |                                   |                                   |                                   |  |  |                   |                   |
| «Металлург» (Запорожье)                                     | 0                                                           | 1                                                           | 1                                                           |  |                          | «Металлург» (Запорожье)                             | 2                                                   | 1                                                   | 3                                                   |  |  |                                              |                                              |                                              |                                              |  |  |                                   |                                   |                                   |                                   |  |  |                   |                   |
| «Нива» (Тернополь)                                          | 4                                                           | 1                                                           | 5                                                           |  | «Нива» (Тернополь)       | 1                                                   | 3                                                   | 4                                                   |                                                     |  |  |                                              |                                              |                                              |                                              |  |  |                                   |                                   |                                   |                                   |  |  |                   |                   |
| «Металлург» (Никополь)                                      | 0                                                           | 1                                                           | 1                                                           |  |                          |                                                     |                                                     |                                                     |                                                     |  |  | «Нива» (Тернополь)                           | 2                                            | 0                                            | 2                                            |  |  |                                   |                                   |                                   |                                   |  |  |                   |                   |
| «Волынь» (Луцк)                                             | 0                                                           | 1                                                           | 1                                                           |  |                          |                                                     |                                                     |                                                     |                                                     |  |  | «Металлург» (Донецк)                         | 1                                            | 1                                            | 2                                            |  |  |                                   |                                   |                                   |                                   |  |  |                   |                   |
| «Металлург» (Донецк)                                        | 0                                                           | 2                                                           | 2                                                           |  |                          | «Металлург» (Донецк)                                | 2                                                   | 1                                                   | 3                                                   |  |  |                                              |                                              |                                              |                                              |  |  |                                   |                                   |                                   |                                   |  |  |                   |                   |
| «Явор» (Краснополье)                                        | 3                                                           | 0                                                           | 3                                                           |  | «Шахтёр» (Донецк)        | 0                                                   | 3                                                   | 3                                                   |                                                     |  |  |                                              |                                              |                                              |                                              |  |  |                                   |                                   |                                   |                                   |  |  |                   |                   |
| «Шахтёр» (Донецк)                                           | 3                                                           | 3                                                           | 6                                                           |  |                          |                                                     |                                                     |                                                     |                                                     |  |  |                                              |                                              |                                              |                                              |  |  | ЦСКА (Киев)                       | 1                                 | 3                                 | 4                                 |  |  |                   |                   |
| «Прикарпатье» (Ивано-Франковск)                             | 2                                                           | 0                                                           | 2                                                           |  |                          |                                                     |                                                     |                                                     |                                                     |  |  |                                              |                                              |                                              |                                              |  |  | «Металлург» (Донецк)              | 1                                 | 1                                 | 2                                 |  |  |                   |                   |
| «Нива» (Винница)                                            | 0                                                           | 2                                                           | 2                                                           |  |                          | «Нива» (Винница)                                    | 1                                                   | 0                                                   | 1                                                   |  |  |                                              |                                              |                                              |                                              |  |  |                                   |                                   |                                   |                                   |  |  |                   |                   |
| «Полесье» (Житомир)                                         | 1                                                           | 0                                                           | 1                                                           |  | «Днепр» (Днепропетровск) | 1                                                   | 2                                                   | 3                                                   |                                                     |  |  |                                              |                                              |                                              |                                              |  |  |                                   |                                   |                                   |                                   |  |  |                   |                   |
| «Днепр» (Днепропетровск)                                    | 0                                                           | 2                                                           | 2                                                           |  |                          |                                                     |                                                     |                                                     |                                                     |  |  | «Днепр» (Днепропетровск)                     | 0                                            | 1                                            | 1                                            |  |  |                                   |                                   |                                   |                                   |  |  |                   |                   |
| «ЦСКА-2» (Киев)                                             | 2                                                           | 2                                                           | 4                                                           |  |                          |                                                     |                                                     |                                                     |                                                     |  |  | ЦСКА (Киев)                                  | 1                                            | 1                                            | 2                                            |  |  |                                   |                                   |                                   |                                   |  |  |                   |                   |
| ЦСКА (Киев)                                                 | 4                                                           | 1                                                           | 5                                                           |  |                          | ЦСКА (Киев)                                         | 2                                                   | 0                                                   | 2                                                   |  |  |                                              |                                              |                                              |                                              |  |  |                                   |                                   |                                   |                                   |  |  |                   |                   |
| «Буковина» (Черновцы)                                       | 0                                                           | 0                                                           | 0                                                           |  | «Таврия» (Симферополь)   | 0                                                   | 1                                                   | 1                                                   |                                                     |  |  |                                              |                                              |                                              |                                              |  |  |                                   |                                   |                                   |                                   |  |  |                   |                   |
| «Таврия» (Симферополь)                                      | 2                                                           | 1                                                           | 3                                                           |  |                          |                                                     |                                                     |                                                     |                                                     |  |  |                                              |                                              |                                              |                                              |  |  |                                   |                                   |                                   |                                   |  |  | ЦСКА (Киев)       | 1                 |
| «Кривбасс» (Кривой Рог)                                     | 2                                                           | 1                                                           | 3                                                           |  |                          |                                                     |                                                     |                                                     |                                                     |  |  |                                              |                                              |                                              |                                              |  |  |                                   |                                   |                                   |                                   |  |  | «Динамо» (Киев)   | 2                 |
| СК «Николаев»                                               | 0                                                           | 3                                                           | 3                                                           |  |                          | «Кривбасс» (Кривой Рог)                             | 2                                                   | 0                                                   | 2                                                   |  |  |                                              |                                              |                                              |                                              |  |  |                                   |                                   |                                   |                                   |  |  |                   |                   |
| «Кристалл» (Херсон)                                         | 1                                                           | 1                                                           | 2                                                           |  | «Карпаты» (Львов)        | 0                                                   | 2                                                   | 2                                                   |                                                     |  |  |                                              |                                              |                                              |                                              |  |  |                                   |                                   |                                   |                                   |  |  |                   |                   |
| «Карпаты» (Львов)                                           | 4                                                           | 4                                                           | 8                                                           |  |                          |                                                     |                                                     |                                                     |                                                     |  |  | «Кривбасс» (Кривой Рог)                      | 2                                            | 0                                            | 2                                            |  |  |                                   |                                   |                                   |                                   |  |  |                   |                   |
| «Торпедо» (Запорожье)                                       | 3                                                           | 1                                                           | 4                                                           |  |                          |                                                     |                                                     |                                                     |                                                     |  |  | «Ворскла» (Полтава)                          | 1                                            | 0                                            | 1                                            |  |  |                                   |                                   |                                   |                                   |  |  |                   |                   |
| «Фортуна» (Шаргород)                                        | 0                                                           | 1                                                           | 1                                                           |  |                          | «Торпедо» (Запорожье)                               | 0                                                   | 0                                                   | 0                                                   |  |  |                                              |                                              |                                              |                                              |  |  |                                   |                                   |                                   |                                   |  |  |                   |                   |
| «Шахтер» (Макеевка)                                         | 1                                                           | 1                                                           | 2                                                           |  | «Ворскла» (Полтава)      | 1                                                   | 0                                                   | 1                                                   |                                                     |  |  |                                              |                                              |                                              |                                              |  |  |                                   |                                   |                                   |                                   |  |  |                   |                   |
| «Ворскла» (Полтава)                                         | 2                                                           | 3                                                           | 5                                                           |  |                          |                                                     |                                                     |                                                     |                                                     |  |  |                                              |                                              |                                              |                                              |  |  | «Кривбасс» (Кривой Рог)           | 2                                 | 2                                 | 4                                 |  |  |                   |                   |
| «Динамо-3» (Киев)                                           | 0                                                           | 3                                                           | 3                                                           |  |                          |                                                     |                                                     |                                                     |                                                     |  |  |                                              |                                              |                                              |                                              |  |  | «Динамо» (Киев)                   | 4                                 | 4                                 | 8                                 |  |  |                   |                   |
| «Динамо» (Киев)                                             | 5                                                           | 5                                                           | 10                                                          |  |                          | «Динамо» (Киев)                                     | 3                                                   | 1                                                   | 4                                                   |  |  |                                              |                                              |                                              |                                              |  |  |                                   |                                   |                                   |                                   |  |  |                   |                   |
| «Металлург» (Мариуполь)                                     | 5                                                           | 2                                                           | 7                                                           |  | «Металлург» (Мариуполь)  | 0                                                   | 0                                                   | 0                                                   |                                                     |  |  |                                              |                                              |                                              |                                              |  |  |                                   |                                   |                                   |                                   |  |  |                   |                   |
| «Десна» (Чернигов)                                          | 3                                                           | 3                                                           | 6                                                           |  |                          |                                                     |                                                     |                                                     |                                                     |  |  | «Динамо» (Киев)                              | 3                                            | 4                                            | 7                                            |  |  |                                   |                                   |                                   |                                   |  |  |                   |                   |
| «Нефтяник» (Ахтырка)                                        | 1                                                           | 2                                                           | 3                                                           |  |                          |                                                     |                                                     |                                                     |                                                     |  |  | «Черноморец» (Одесса)                        | 0                                            | 1                                            | 1                                            |  |  |                                   |                                   |                                   |                                   |  |  |                   |                   |
| «Звезда-НИБАС» (Кировоград)                                 | 1                                                           | 2                                                           | 3                                                           |  |                          | «Нефтяник» (Ахтырка)                                | 3                                                   | 0                                                   | 3                                                   |  |  |                                              |                                              |                                              |                                              |  |  |                                   |                                   |                                   |                                   |  |  |                   |                   |
| «Металлист» (Харьков)                                       | 2                                                           | 0                                                           | 2                                                           |  | «Черноморец» (Одесса)    | 0                                                   | 5                                                   | 5                                                   |                                                     |  |  |                                              |                                              |                                              |                                              |  |  |                                   |                                   |                                   |                                   |  |  |                   |                   |
| «Черноморец» (Одесса)                                       | 2                                                           | 4                                                           | 6                                                           |  |                          |                                                     |                                                     |                                                     |                                                     |  |  |                                              |                                              |                                              |                                              |  |  |                                   |                                   |                                   |                                   |  |  |                   |                   |

## 1/16 финала

### Результаты
| Команда 1                       | Итог         | Команда 2                   | 1-й матч | 2-й матч |
| ------------------------------- | ------------ | --------------------------- | -------- | -------- |
| «Кривбасс» (Кривой Рог)         | 3:3 (д.в.)   | СК «Николаев»               | 2:0      | 1:3      |
| «Металлург» (Мариуполь)         | 7:6          | «Десна» (Чернигов)          | 5:3      | 2:3      |
| «Металлист» (Харьков)           | 2:6          | «Черноморец» (Одесса)       | 2:2      | 0:4      |
| «Нефтяник» (Ахтырка)            | 3:3          | «Звезда-НИБАС» (Кировоград) | 1:1      | 2:2      |
| «Торпедо» (Запорожье)           | 4:1          | «Фортуна» (Шаргород)        | 3:0      | 1:1      |
| «Шахтер» (Макеевка)             | 2:5          | «Ворскла» (Полтава)         | 1:2      | 1:3      |
| «Полесье» (Житомир)             | 1:2          | «Днепр» (Днепропетровск)    | 1:0      | 0:2      |
| «Прикарпатье» (Ивано-Франковск) | 2:2 (п. 2:4) | «Нива» (Винница)            | 2:0      | 0:2      |
| «Буковина» (Черновцы)           | 0:3          | «Таврия» (Симферополь)      | 0:2      | 0:1      |
| «ЦСКА-2» (Киев)                 | 4:5          | ЦСКА (Киев)                 | 2:4      | 2:1      |
| «Нива» (Тернополь)              | 5:1          | «Металлург» (Никополь)      | 4:0      | 1:1      |
| «Волынь» (Луцк)                 | 1:2          | «Металлург» (Донецк)        | 0:0      | 1:2      |
| «Сталь» (Алчевск)               | 0:1          | «Металлург» (Запорожье)     | 0:1      | 0:0      |
| «Кристалл» (Херсон)             | 2:8          | «Карпаты» (Львов)           | 1:4      | 1:4      |
| «Динамо-3» (Киев)               | 3:10         | «Динамо» (Киев)             | 0:5      | 3:5      |
| «Явор» (Краснополье)            | 3:6          | «Шахтер» (Донецк)           | 3:3      | 0:3      |

#### Первые матчи
| «Металлург» (Мариуполь)                                        | 5:3             | «Десна» (Чернигов)                           |
| -------------------------------------------------------------- | --------------- | -------------------------------------------- |
| Кальян 47′ · Сак 49′ (пен.) · Пушкуца 69′, 80′ · Молокуцко 81′ | протокол (укр.) | 22′ Романенко · 43′ Атаманчук · 75′ Сартания |

| «Кривбасс» (Кривой Рог)   | 2:0             | СК «Николаев» |
| ------------------------- | --------------- | ------------- |
| Шищенко 58′ · Полунин 74′ | протокол (укр.) |               |

| «Металлист» (Харьков)       | 2:2             | «Черноморец» (Одесса)     |
| --------------------------- | --------------- | ------------------------- |
| Карабута 22′ · Иваненко 26′ | протокол (укр.) | 16′ Колчин · 34′ Скоропад |

| «Нефтяник» (Ахтырка) | 1:1             | «Звезда-НИБАС» (Кировоград) |
| -------------------- | --------------- | --------------------------- |
| Харченко 27′ (пен.)  | протокол (укр.) | 47′ Мартынов                |

| «Торпедо» (Запорожье)                  | 3:0             | «Фортуна» (Шаргород) |
| -------------------------------------- | --------------- | -------------------- |
| Смирнов 6′ · Черкун 50′ · Левченко 58′ | протокол (укр.) |                      |

| «Шахтер» (Макеевка) | 1:2             | «Ворскла» (Полтава)        |
| ------------------- | --------------- | -------------------------- |
| Телешун 20′         | протокол (укр.) | 32′ Чуйченко · 34′ Антюхин |

| «Полесье» (Житомир) | 1:0             | «Днепр» (Днепропетровск) |
| ------------------- | --------------- | ------------------------ |
| Софилканич 62′      | протокол (укр.) |                          |

| «Прикарпатье» (Ивано-Франковск) | 2:0             | «Нива» (Винница) |
| ------------------------------- | --------------- | ---------------- |
| Русак 18′ · Беспалых 74′        | протокол (укр.) |                  |

| «Буковина» (Черновцы) | 0:2             | «Таврия» (Симферополь)  |
| --------------------- | --------------- | ----------------------- |
|                       | протокол (укр.) | 23′ Опарин · 85′ Гайдаш |

| «ЦСКА-2» (Киев)              | 2:4             | ЦСКА (Киев)                                             |
| ---------------------------- | --------------- | ------------------------------------------------------- |
| Алексеенко 29′ · Пахолюк 81′ | протокол (укр.) | 26′ Ульяницкий · 43′ Гогиль · 55′ Семчук · 66′ Костышин |

| «Нива» (Тернополь)                                  | 4:0             | «Металлург» (Никополь) |
| --------------------------------------------------- | --------------- | ---------------------- |
| Фокин 5′ · А. Капанадзе 32′ · Т. Капанадзе 49′, 76′ | протокол (укр.) |                        |

| «Волынь» (Луцк) | 0:0             | «Металлург» (Донецк) |
| --------------- | --------------- | -------------------- |
|                 | протокол (укр.) |                      |

| «Сталь» (Алчевск) | 0:1             | «Металлург» (Запорожье) |
| ----------------- | --------------- | ----------------------- |
|                   | протокол (укр.) | 14′ Полтавец            |

| «Кристалл» (Херсон) | 1:4             | «Карпаты» (Львов)                             |
| ------------------- | --------------- | --------------------------------------------- |
| Тупчиенко 30′       | протокол (укр.) | 44′ Езерский · 49′ Назаров · 63′, 66′ Микитин |

| «Динамо-3» (Киев) | 0:5             | «Динамо» (Киев)                                        |
| ----------------- | --------------- | ------------------------------------------------------ |
|                   | протокол (укр.) | 5′, 70′ Шевченко · 9′, 83′ Калитвинцев · 72′ Белькевич |

| «Явор» (Краснополье)                                 | 3:3             | «Шахтер» (Донецк)                        |
| ---------------------------------------------------- | --------------- | ---------------------------------------- |
| Костюков 38′ · Демьянец 52′ (пен.) · Прохоренков 75′ | протокол (укр.) | 19′ Старостяк · 25′ Зубов · 36′ Селезнёв |

#### Ответные матчи
| «Десна» (Чернигов)                                  | 3:2             | «Металлург» (Мариуполь)  |
| --------------------------------------------------- | --------------- | ------------------------ |
| Овчаренко 48′ · Атаманчук 58′ · Коломиец 68′ (пен.) | протокол (укр.) | 19′ Пушкуца · 37′ Браила |

| СК «Николаев»                                  | 3:1 (доп. вр.)  | «Кривбасс» (Кривой Рог) |
| ---------------------------------------------- | --------------- | ----------------------- |
| Пономаренко 20′ · Скидан 78′ · Шейхаметов 112′ | протокол (укр.) | 94′ Воскобойник         |

| «Черноморец» (Одесса)                               | 4:0             | «Металлист» (Харьков) |
| --------------------------------------------------- | --------------- | --------------------- |
| Мглинец 28′ · Шутов 67′ · Камнев 73′ · Гусейнов 77′ | протокол (укр.) |                       |

| «Звезда-НИБАС» (Кировоград)   | 2:2             | «Нефтяник» (Ахтырка)        |
| ----------------------------- | --------------- | --------------------------- |
| Ралюченко 3′ · Скиш 9′ (пен.) | протокол (укр.) | 25′ Толстов · 82′ Охрименко |

| «Фортуна» (Шаргород) | 1:1             | «Торпедо» (Запорожье) |
| -------------------- | --------------- | --------------------- |
| Бабийчук 59′         | протокол (укр.) | 90′ Бондаренко        |

| «Ворскла» (Полтава)                    | 3:1             | «Шахтер» (Макеевка) |
| -------------------------------------- | --------------- | ------------------- |
| Клименко 26′ · Яремчук 58′ · Хомин 62′ | протокол (укр.) | 77′ (пен.) Барабаш  |

| «Днепр» (Днепропетровск) | 2:0             | «Полесье» (Житомир) |
| ------------------------ | --------------- | ------------------- |
| Нагорняк 66′, 76′        | протокол (укр.) |                     |

| «Нива» (Винница)                                  | 2:0 (доп. вр.)  | «Прикарпатье» (Ивано-Франковск)      |
| ------------------------------------------------- | --------------- | ------------------------------------ |
| Пискун 67′ · Корпонай 82′                         | протокол (укр.) |                                      |
| Пенальти                                          |                 |                                      |
| Рябцев · Марченко · Корпонай · Бровченко · Цыткин | 4:2             | Беспалых · Русак · Рымшин · Мостовой |

| «Таврия» (Симферополь) | 1:0             | «Буковина» (Черновцы) |
| ---------------------- | --------------- | --------------------- |
| Ветренников 71′        | протокол (укр.) |                       |

| ЦСКА (Киев)     | 1:2             | «ЦСКА-2» (Киев)    |
| --------------- | --------------- | ------------------ |
| Цихмейструк 33′ | протокол (укр.) | 74′, 76′ Дараселия |

| «Металлург» (Никополь) | 1:1             | «Нива» (Тернополь) |
| ---------------------- | --------------- | ------------------ |
| Алёшин 89′ (пен.)      | протокол (укр.) | 88′ Фокин          |

| «Металлург» (Донецк)           | 2:1             | «Волынь» (Луцк)      |
| ------------------------------ | --------------- | -------------------- |
| Булгаков 84′ · Венглинский 89′ | протокол (укр.) | 18′ (пен.) Драницкий |

| «Металлург» (Запорожье) | 0:0             | «Сталь» (Алчевск) |
| ----------------------- | --------------- | ----------------- |
|                         | протокол (укр.) |                   |

| «Карпаты» (Львов)                            | 4:1             | «Кристалл» (Херсон) |
| -------------------------------------------- | --------------- | ------------------- |
| Назаров 15′ · Ефименко 19′, 83′ · Плотко 64′ | протокол (укр.) | 62′ Петров          |

| «Динамо» (Киев)                            | 5:3             | «Динамо-3» (Киев)                          |
| ------------------------------------------ | --------------- | ------------------------------------------ |
| Леоненко 54′, 59′, 80′, 81′ · Козленко 67′ | протокол (укр.) | 26′ Сосновский · 75′ Есып · 78′ Сухомлинов |

| «Шахтер» (Донецк)                     | 3:0             | «Явор» (Краснополье) |
| ------------------------------------- | --------------- | -------------------- |
| Леонов 21′ (пен.), 47′ · Ателькин 89′ | протокол (укр.) |                      |

## 1/8 финала
| Команда 1               | Итог         | Команда 2                | 1-й матч | 2-й матч |
| ----------------------- | ------------ | ------------------------ | -------- | -------- |
| «Нефтяник» (Ахтырка)    | 3:5          | «Черноморец» (Одесса)    | 3:0      | 0:5      |
| «Кривбасс» (Кривой Рог) | 2:2 (п. 4:3) | «Карпаты» (Львов)        | 2:0      | 0:2      |
| «Торпедо» (Запорожье)   | 0:1          | «Ворскла» (Полтава)      | 0:1      | 0:0      |
| ЦСКА (Киев)             | 2:1          | «Таврия» (Симферополь)   | 2:0      | 0:1      |
| «Металлург» (Запорожье) | 3:4          | «Нива» (Тернополь)       | 2:1      | 1:3      |
| «Металлург» (Донецк)    | 3:3          | «Шахтер» (Донецк)        | 2:0      | 1:3      |
| «Нива» (Винница)        | 1:3          | «Днепр» (Днепропетровск) | 1:1      | 0:2      |
| «Динамо» (Киев)         | 4:0          | «Металлург» (Мариуполь)  | 3:0      | 1:0      |

### Первые матчи
| «Нефтяник» (Ахтырка)                        | 3:0             | «Черноморец» (Одесса) |
| ------------------------------------------- | --------------- | --------------------- |
| Артёменко 52′ · Захаров 60′ · Охрименко 70′ | протокол (укр.) |                       |

| «Кривбасс» (Кривой Рог) | 2:0             | «Карпаты» (Львов) |
| ----------------------- | --------------- | ----------------- |
| Рымшин 44′ · Мороз 81′  | протокол (укр.) |                   |

| «Торпедо» (Запорожье) | 0:1             | «Ворскла» (Полтава) |
| --------------------- | --------------- | ------------------- |
|                       | протокол (укр.) | 43′ Кислов          |

| ЦСКА (Киев)              | 2:0             | «Таврия» (Симферополь) |
| ------------------------ | --------------- | ---------------------- |
| Городов 26′ · Гогиль 67′ | протокол (укр.) |                        |

| «Металлург» (Запорожье)   | 2:1             | «Нива» (Тернополь) |
| ------------------------- | --------------- | ------------------ |
| Колодин 33′ · Липский 58′ | протокол (укр.) | 42′ Капанадзе      |

| «Металлург» (Донецк)       | 2:0             | «Шахтер» (Донецк) |
| -------------------------- | --------------- | ----------------- |
| Лучкевич 48′ · Севидов 79′ | протокол (укр.) |                   |

| «Нива» (Винница)   | 1:1             | «Днепр» (Днепропетровск) |
| ------------------ | --------------- | ------------------------ |
| Финкель 68′ (пен.) | протокол (укр.) | 47′ Сидельников          |

| «Динамо» (Киев)                                  | 3:0             | «Металлург» (Мариуполь) |
| ------------------------------------------------ | --------------- | ----------------------- |
| Ребров 16′ (пен.) · Шевченко 68′ · Косовский 86′ | протокол (укр.) |                         |

### Ответные матчи
| «Черноморец» (Одесса)                                     | 5:0             | «Нефтяник» (Ахтырка) |
| --------------------------------------------------------- | --------------- | -------------------- |
| Гусейнов 21′ · Серёгин 30′, 33′ · Шутов 42′ · Мглинец 43′ | протокол (укр.) |                      |

| «Карпаты» (Львов)                                             | 2:0 (доп. вр.)  | «Кривбасс» (Кривой Рог)                                      |
| ------------------------------------------------------------- | --------------- | ------------------------------------------------------------ |
| Мизин 18′ · Гецко 87′ (пен.)                                  | протокол (укр.) |                                                              |
| Пенальти                                                      |                 |                                                              |
| Гецко · Плотко · Паляница · Стронцицкий · Ковалец · Чижевский | 3:4             | Мороз · Анищенко · Дорошенко · Платонов · Анненков · Симаков |

| «Ворскла» (Полтава) | 0:0             | «Торпедо» (Запорожье) |
| ------------------- | --------------- | --------------------- |
|                     | протокол (укр.) |                       |

| «Днепр» (Днепропетровск) | 2:0             | «Нива» (Винница) |
| ------------------------ | --------------- | ---------------- |
| Телятников 25′, 41′      | протокол (укр.) |                  |

| «Таврия» (Симферополь) | 1:0             | ЦСКА (Киев) |
| ---------------------- | --------------- | ----------- |
| Гайдаш 77′             | протокол (укр.) |             |

| «Нива» (Тернополь)      | 3:1             | «Металлург» (Запорожье) |
| ----------------------- | --------------- | ----------------------- |
| Капанадзе 51′, 64′, 84′ | протокол (укр.) | 11′ Громов              |

| «Шахтер» (Донецк)                    | 3:1             | «Металлург» (Донецк) |
| ------------------------------------ | --------------- | -------------------- |
| Зубов 10′ · Орбу 13′ · Поцхверия 60′ | протокол (укр.) | 49′ Минтенко         |

| «Металлург» (Мариуполь) | 0:1             | «Динамо» (Киев) |
| ----------------------- | --------------- | --------------- |
|                         | протокол (укр.) | 73′ Ребров      |

## Четвертьфиналы
| Команда 1                | Итог       | Команда 2             | 1-й матч | 2-й матч |
| ------------------------ | ---------- | --------------------- | -------- | -------- |
| «Динамо» (Киев)          | 7:1        | «Черноморец» (Одесса) | 3:0      | 4:1      |
| «Кривбасс» (Кривой Рог)  | 2:1        | «Ворскла» (Полтава)   | 2:1      | 0:0      |
| «Днепр» (Днепропетровск) | 1:2 (д.в.) | ЦСКА (Киев)           | 0:1      | 1:1      |
| «Нива» (Тернополь)       | 3:3        | «Металлург» (Донецк)  | 3:1      | 0:2      |

### Первые матчи
| «Динамо» (Киев)                             | 3:0             | «Черноморец» (Одесса) |
| ------------------------------------------- | --------------- | --------------------- |
| Шевченко 13′ · Герасименко 40′ · Ребров 72′ | протокол (укр.) |                       |

| «Кривбасс» (Кривой Рог) | 2:1             | «Ворскла» (Полтава) |
| ----------------------- | --------------- | ------------------- |
| Гащин 37′ · Рымшин 40′  | протокол (укр.) | 52′ Антюхин         |

| «Днепр» (Днепропетровск) | 0:1             | ЦСКА (Киев) |
| ------------------------ | --------------- | ----------- |
|                          | протокол (укр.) | 17′ Малимон |

| «Нива» (Тернополь) | 2:1             | «Металлург» (Донецк) |
| ------------------ | --------------- | -------------------- |
| Капанадзе 1′, 55′  | протокол (укр.) | 56′ Даценко          |

### Ответные матчи
| «Черноморец» (Одесса) | 1:4             | «Динамо» (Киев)                                         |
| --------------------- | --------------- | ------------------------------------------------------- |
| Скоропад 37′          | протокол (укр.) | 24′ Шевченко · 35′, 52′ (пен.) Ребров · 50′ Герасименко |

| «Ворскла» (Полтава) | 0:0             | «Кривбасс» (Кривой Рог) |
| ------------------- | --------------- | ----------------------- |
|                     | протокол (укр.) |                         |

| ЦСКА (Киев)         | 1:1 (доп. вр.)  | «Днепр» (Днепропетровск) |
| ------------------- | --------------- | ------------------------ |
| Олейник 117′ (пен.) | протокол (укр.) | 31′ Сухарев              |

| «Металлург» (Донецк) | 1:0             | «Нива» (Тернополь) |
| -------------------- | --------------- | ------------------ |
| Король 37′           | протокол (укр.) |                    |

## Полуфиналы
| Команда 1               | Итог | Команда 2            | 1-й матч | 2-й матч |
| ----------------------- | ---- | -------------------- | -------- | -------- |
| «Кривбасс» (Кривой Рог) | 2:5  | «Динамо» (Киев)      | 2:4      | 0:1      |
| ЦСКА (Киев)             | 4:2  | «Металлург» (Донецк) | 1:1      | 3:1      |

### Первые матчи
| «Кривбасс» (Кривой Рог)  | 2:4             | «Динамо» (Киев)                                     |
| ------------------------ | --------------- | --------------------------------------------------- |
| Шищенко 28′ · Рымшин 85′ | протокол (укр.) | 21′ Каладзе · 50′ Ребров · 70′ Шевченко · 82′ Гусин |

| ЦСКА (Киев)     | 1:1             | «Металлург» (Донецк) |
| --------------- | --------------- | -------------------- |
| Цихмейструк 78′ | протокол (укр.) | 31′ Даценко          |

### Ответные игры
| «Динамо» (Киев) | 1:0             | «Кривбасс» (Кривой Рог) |
| --------------- | --------------- | ----------------------- |
| Ребров 41′      | протокол (укр.) |                         |

| «Металлург» (Донецк) | 1:3             | ЦСКА (Киев)                       |
| -------------------- | --------------- | --------------------------------- |
| Покладок 58′         | протокол (укр.) | 21′ Цихмейструк · 66′, 81′ Крипак |

## Финал
Финальный матч состоялся 31 мая 1998 года в Киеве на национальном спортивном комплексе «Олимпийский»
| ЦСКА (Киев)    | 1 — 2    | «Динамо» (Киев)  |
| -------------- | -------- | ---------------- |
| Новохацкий 65′ | Протокол | 1′, 33′ Шевченко |

| Обладатель Кубка Украины 1997/98 |
| -------------------------------- |
| «Динамо» (Киев) 3-й титул        |

## Лучшие бомбардиры
| Место | Игрок              | Клуб     | Матчи | Голы (пен.) |
| ----- | ------------------ | -------- | ----- | ----------- |
| 1     | Андрей Шевченко    | Динамо К | 8     | 8           |
| 2     | Сергей Ребров      | Динамо К | 7     | 7 (2)       |
| 3     | Автандил Капанадзе | Нива Т   | 6     | 6           |
| 4     | Виктор Леоненко    | Динамо К | 2     | 4           |
| 5     | Роман Вильгуцкий   | Газовик  | 4     | 4           |
| 6     | Юрий Овчаренко     | Десна    | 5     | 4           |
| 7     | Виталий Дараселия  | ЦСКА-2   | 6     | 4           |
| 8     | Богдан Есып        | Динамо-3 | 8     | 4           |
| 9     | Александр Агарин   | Черкассы | 2     | 3           |
| 10    | Константин Гуляев  | Титан    | 4     | 3           |